# 邊洪
邊洪（2世纪—204年），又作边鸿，東漢末年軍事人物，是孫堅第三子丹阳郡太守孫翊之家將。

## 生平
丹楊太守孫翊與部將媯覽和戴員產生摩擦，嬀覽和戴員心生不滿，遂结交買通邊洪，囑其趁孫翊不備之時，暗中下手。後事成，边洪逃亡逃入山，终被孙翊妻子徐氏派人擒获。妫览、戴员归罪边洪，以罪杀害滅口。